# Ekhe-Burkhan Corona
Ekhe-Burkhan Corona est une corona, formation géologique en forme de couronne, située sur la planète Vénus.  

## Présentation
Ekhe-Burkhan Corona est localisée par 50° S et 40° E et se situe dans le quadrangle d'Agnesi (V-45). 
Elle a été nommée ainsi en 1997, en référence à Ekhe-Burkhan, déesse créatrice buryatienne, et couvre une surface circulaire d'environ 600 km de diamètre. 